# László Kleinheisler
László Kleinheisler (Kazincbarcika, 8 aprile 1994) è un calciatore ungherese, centrocampista del Grazer AK e della nazionale ungherese.

## Caratteristiche tecniche
Di ruolo trequartista, può giocare anche da ala su entrambe le fasce.

## Carriera

### Club
Ha sempre giocato nel campionato ungherese fino al gennaio 2016, mese in cui è passato a titolo definitivo al Werder Brema.
Il 13 agosto 2016 viene ceduto in prestito al Darmstadt.
Il 20 gennaio 2017 viene ceduto in prestito al Ferencváros.
Il 20 giugno 2017 viene ceduto nuovamente a titolo temporaneo, questa volta ai kazaki dell'Astana, da cui viene riscattato successivamente.
Il 16 gennaio 2019 viene acquistato dall'Osijek.
Il 12 gennaio 2023 viene acquistato dal Panathīnaïkos.
Il 2 gennaio 2024 si accasa tra le file dell'Hajduk Spalato in prestito fino al termine della stagione. Esordisce con i Bili il 28 gennaio seguente partendo da titolare nel match di campionato perso contro il Rijeka (1-2). Il 27 febbraio trova la sua prima rete con la casacca dei Majstori s mora, va a segno nel quarto di finale di Coppa di Croazia vinto 5-0 contro il Varaždin.
A fine prestito fa ritorno al Panathīnaïkos, in cui milita sino al 31 gennaio 2025, giorno in cui rescinde il suo contratto con i greci. Quattro giorni dopo si accasa agli austriaci del Grazer AK.

### Nazionale
Ha esordito in Nazionale Under-21 ungherese nel 2013.
Il 15 novembre 2015 segna, alla sua prima apparizione con la nazionale maggiore dei magiari, un gol molto importante contro la Norvegia nella sfida d'andata dei playoff valevole per la qualificazione al campionato europeo di calcio 2016, decidendo la partita finita 1-0. Gioca anche la partita di ritorno tre giorni dopo, vinta per 2-1, che consente all'Ungheria di qualificarsi ad Euro 2016 a 44 anni dall'ultima partecipazione.
Viene convocato per gli Europei 2016 in Francia, in cui i magiari sono stati eliminati agli ottavi dal Belgio (0-4).
Successivamente è stato convocato anche per Euro 2020 ed Euro 2024.

## Statistiche

### Cronologia presenze e reti in nazionale
| Cronologia completa delle presenze e delle reti in nazionale ― Ungheria | Cronologia completa delle presenze e delle reti in nazionale ― Ungheria | Cronologia completa delle presenze e delle reti in nazionale ― Ungheria | Cronologia completa delle presenze e delle reti in nazionale ― Ungheria | Cronologia completa delle presenze e delle reti in nazionale ― Ungheria | Cronologia completa delle presenze e delle reti in nazionale ― Ungheria | Cronologia completa delle presenze e delle reti in nazionale ― Ungheria | Cronologia completa delle presenze e delle reti in nazionale ― Ungheria |
| Data                                                                    | Città                                                                   | In casa                                                                 | Risultato                                                               | Ospiti                                                                  | Competizione                                                            | Reti                                                                    | Note                                                                    |
| ----------------------------------------------------------------------- | ----------------------------------------------------------------------- | ----------------------------------------------------------------------- | ----------------------------------------------------------------------- | ----------------------------------------------------------------------- | ----------------------------------------------------------------------- | ----------------------------------------------------------------------- | ----------------------------------------------------------------------- |
| 12-11-2015                                                              | Oslo                                                                    | Norvegia                                                                | 0 – 1                                                                   | Ungheria                                                                | Qual. Euro 2016                                                         | 1                                                                       | 72’                                                                     |
| 15-11-2015                                                              | Budapest                                                                | Ungheria                                                                | 2 – 1                                                                   | Norvegia                                                                | Qual. Euro 2016                                                         | -                                                                       | 75’                                                                     |
| 26-3-2016                                                               | Budapest                                                                | Ungheria                                                                | 1 – 1                                                                   | Croazia                                                                 | Amichevole                                                              | -                                                                       | 80’                                                                     |
| 20-5-2016                                                               | Budapest                                                                | Ungheria                                                                | 0 – 0                                                                   | Costa d'Avorio                                                          | Amichevole                                                              | -                                                                       |                                                                         |
| 4-6-2016                                                                | Gelsenkirchen                                                           | Germania                                                                | 2 – 0                                                                   | Ungheria                                                                | Amichevole                                                              | -                                                                       | 42’ 82’                                                                 |
| 14-6-2016                                                               | Bordeaux                                                                | Austria                                                                 | 0 – 2                                                                   | Ungheria                                                                | Euro 2016 - 1º turno                                                    | -                                                                       | 79’                                                                     |
| 18-6-2016                                                               | Marsiglia                                                               | Islanda                                                                 | 1 – 1                                                                   | Ungheria                                                                | Euro 2016 - 1º turno                                                    | -                                                                       | 83’                                                                     |
| 6-9-2016                                                                | Tórshavn                                                                | Fær Øer                                                                 | 0 – 0                                                                   | Ungheria                                                                | Qual. Mondiali 2018                                                     | -                                                                       | 43’ 80’                                                                 |
| 7-10-2016                                                               | Budapest                                                                | Ungheria                                                                | 2 – 3                                                                   | Svizzera                                                                | Qual. Mondiali 2018                                                     | -                                                                       | 75’                                                                     |
| 10-10-2016                                                              | Riga                                                                    | Ungheria                                                                | 2 – 3                                                                   | Svizzera                                                                | Qual. Mondiali 2018                                                     | -                                                                       | 46’                                                                     |
| 13-11-2016                                                              | Budapest                                                                | Ungheria                                                                | 4 – 0                                                                   | Andorra                                                                 | Qual. Mondiali 2018                                                     | -                                                                       | 15’ 74’                                                                 |
| 5-6-2017                                                                | Budapest                                                                | Ungheria                                                                | 0 – 3                                                                   | Russia                                                                  | Amichevole                                                              | -                                                                       | 70’ 80’                                                                 |
| 9-6-2017                                                                | Andorra la Vella                                                        | Andorra                                                                 | 1 – 0                                                                   | Ungheria                                                                | Qual. Mondiali 2018                                                     | -                                                                       |                                                                         |
| 23-3-2018                                                               | Budapest                                                                | Ungheria                                                                | 2 – 3                                                                   | Kazakistan                                                              | Amichevole                                                              | -                                                                       | 47’ 73’                                                                 |
| 27-3-2018                                                               | Budapest                                                                | Ungheria                                                                | 0 – 1                                                                   | Scozia                                                                  | Amichevole                                                              | -                                                                       | 67’                                                                     |
| 6-6-2018                                                                | Brėst                                                                   | Bielorussia                                                             | 1 – 1                                                                   | Ungheria                                                                | Amichevole                                                              | -                                                                       | 78’                                                                     |
| 9-6-2018                                                                | Budapest                                                                | Ungheria                                                                | 1 – 2                                                                   | Australia                                                               | Amichevole                                                              | -                                                                       | 66’                                                                     |
| 8-9-2018                                                                | Tampere                                                                 | Finlandia                                                               | 1 – 0                                                                   | Ungheria                                                                | UEFA Nations League 2018-2019 - 1º turno                                | -                                                                       |                                                                         |
| 11-9-2018                                                               | Budapest                                                                | Ungheria                                                                | 2 – 1                                                                   | Grecia                                                                  | UEFA Nations League 2018-2019 - 1º turno                                | 1                                                                       |                                                                         |
| 12-10-2018                                                              | Atene                                                                   | Grecia                                                                  | 1 – 0                                                                   | Ungheria                                                                | UEFA Nations League 2018-2019 - 1º turno                                | -                                                                       |                                                                         |
| 15-10-2018                                                              | Tallinn                                                                 | Estonia                                                                 | 3 – 3                                                                   | Ungheria                                                                | UEFA Nations League 2018-2019 - 1º turno                                | -                                                                       | 68’                                                                     |
| 15-11-2018                                                              | Budapest                                                                | Ungheria                                                                | 2 – 0                                                                   | Estonia                                                                 | UEFA Nations League 2018-2019 - 1º turno                                | -                                                                       | 84’                                                                     |
| 18-11-2018                                                              | Budapest                                                                | Ungheria                                                                | 2 – 0                                                                   | Finlandia                                                               | UEFA Nations League 2018-2019 - 1º turno                                | -                                                                       |                                                                         |
| 21-3-2019                                                               | Trnava                                                                  | Slovacchia                                                              | 2 – 0                                                                   | Ungheria                                                                | Qual. Euro 2020                                                         | -                                                                       | 54’                                                                     |
| 8-6-2019                                                                | Baku                                                                    | Azerbaigian                                                             | 1 – 3                                                                   | Ungheria                                                                | Qual. Euro 2020                                                         | -                                                                       | 67’ 72’                                                                 |
| 11-6-2019                                                               | Budapest                                                                | Ungheria                                                                | 1 – 0                                                                   | Galles                                                                  | Qual. Euro 2020                                                         | -                                                                       | 70’                                                                     |
| 5-9-2019                                                                | Podgorica                                                               | Montenegro                                                              | 2 – 1                                                                   | Ungheria                                                                | Amichevole                                                              | -                                                                       | 46’                                                                     |
| 9-9-2019                                                                | Budapest                                                                | Ungheria                                                                | 1 – 2                                                                   | Slovacchia                                                              | Qual. Euro 2020                                                         | -                                                                       | 85’                                                                     |
| 10-10-2019                                                              | Spalato                                                                 | Croazia                                                                 | 3 – 0                                                                   | Ungheria                                                                | Qual. Euro 2020                                                         | -                                                                       | 18’, 56’                                                                |
| 25-3-2021                                                               | Budapest                                                                | Ungheria                                                                | 3 – 3                                                                   | Polonia                                                                 | Qual. Mondiali 2022                                                     | -                                                                       |                                                                         |
| 28-3-2021                                                               | Serravalle                                                              | San Marino                                                              | 0 – 3                                                                   | Ungheria                                                                | Qual. Mondiali 2022                                                     | -                                                                       | 80’                                                                     |
| 31-3-2021                                                               | Andorra la Vella                                                        | Andorra                                                                 | 1 – 4                                                                   | Ungheria                                                                | Qual. Mondiali 2022                                                     | 1                                                                       | 83’                                                                     |
| 4-6-2021                                                                | Budapest                                                                | Ungheria                                                                | 1 – 0                                                                   | Cipro                                                                   | Amichevole                                                              | -                                                                       | 48’                                                                     |
| 8-6-2021                                                                | Budapest                                                                | Ungheria                                                                | 0 – 0                                                                   | Irlanda                                                                 | Amichevole                                                              | -                                                                       | 63’                                                                     |
| 15-6-2021                                                               | Budapest                                                                | Ungheria                                                                | 0 – 3                                                                   | Portogallo                                                              | Euro 2020 - 1º turno                                                    | -                                                                       | 78’                                                                     |
| 19-6-2021                                                               | Budapest                                                                | Ungheria                                                                | 1 – 1                                                                   | Francia                                                                 | Euro 2020 - 1º turno                                                    | -                                                                       | 84’                                                                     |
| 23-6-2021                                                               | Monaco di Baviera                                                       | Germania                                                                | 2 – 2                                                                   | Ungheria                                                                | Euro 2020 - 1º turno                                                    | -                                                                       | 88’                                                                     |
| 2-9-2021                                                                | Budapest                                                                | Ungheria                                                                | 0 – 4                                                                   | Inghilterra                                                             | Qual. Mondiali 2022                                                     | -                                                                       | 82’                                                                     |
| 5-9-2021                                                                | Elbasan                                                                 | Albania                                                                 | 1 – 0                                                                   | Ungheria                                                                | Qual. Mondiali 2022                                                     | -                                                                       | 90+4’                                                                   |
| 8-9-2021                                                                | Bucarest                                                                | Ungheria                                                                | 2 – 1                                                                   | Andorra                                                                 | Qual. Mondiali 2022                                                     | -                                                                       | 46’                                                                     |
| 9-10-2021                                                               | Budapest                                                                | Ungheria                                                                | 0 – 1                                                                   | Albania                                                                 | Qual. Mondiali 2022                                                     | -                                                                       | 71’ 89’                                                                 |
| 4-6-2022                                                                | Budapest                                                                | Ungheria                                                                | 1 – 0                                                                   | Inghilterra                                                             | UEFA Nations League 2022-2023 - 1º turno                                | -                                                                       | 71’                                                                     |
| 23-9-2022                                                               | Lipsia                                                                  | Germania                                                                | 0 – 1                                                                   | Ungheria                                                                | UEFA Nations League 2022-2023 - 1º turno                                | -                                                                       | 67’                                                                     |
| 26-9-2022                                                               | Budapest                                                                | Ungheria                                                                | 0 – 2                                                                   | Italia                                                                  | UEFA Nations League 2022-2023 - 1º turno                                | -                                                                       | 85’                                                                     |
| 23-3-2023                                                               | Budapest                                                                | Ungheria                                                                | 1 – 0                                                                   | Estonia                                                                 | Amichevole                                                              | -                                                                       | 46’                                                                     |
| 27-3-2023                                                               | Budapest                                                                | Ungheria                                                                | 3 – 0                                                                   | Bulgaria                                                                | Qual. Euro 2024                                                         | -                                                                       | 73’                                                                     |
| 20-6-2023                                                               | Budapest                                                                | Ungheria                                                                | 2 – 0                                                                   | Lituania                                                                | Qual. Euro 2024                                                         | -                                                                       | 60’                                                                     |
| 22-3-2024                                                               | Budapest                                                                | Ungheria                                                                | 1 – 0                                                                   | Turchia                                                                 | Amichevole                                                              | -                                                                       | 80’                                                                     |
| 26-3-2024                                                               | Budapest                                                                | Ungheria                                                                | 2 – 0                                                                   | Kosovo                                                                  | Amichevole                                                              | -                                                                       | 46’                                                                     |
| 4-6-2024                                                                | Dublino                                                                 | Irlanda                                                                 | 2 – 1                                                                   | Ungheria                                                                | Amichevole                                                              | -                                                                       | 62’                                                                     |
| 8-6-2024                                                                | Debrecen                                                                | Ungheria                                                                | 3 – 0                                                                   | Israele                                                                 | Amichevole                                                              | -                                                                       | 41’ 60’                                                                 |
| 15-6-2024                                                               | Colonia                                                                 | Ungheria                                                                | 1 – 3                                                                   | Svizzera                                                                | Euro 2024 - 1º turno                                                    | -                                                                       | 67’                                                                     |
| 19-6-2024                                                               | Stoccarda                                                               | Germania                                                                | 2 – 0                                                                   | Ungheria                                                                | Euro 2024 - 1º turno                                                    | -                                                                       | 64’                                                                     |
| Totale                                                                  |                                                                         | Presenze                                                                | 53                                                                      |                                                                         | Reti                                                                    | 3                                                                       |                                                                         |

## Palmares

### Club
- Coppa d'Ungheria: 1

Ferencváros: 2016-2017
- Campionato kazako: 2

Astana: 2017, 2018
- Supercoppa del Kazakistan: 1

Astana: 2018